# Jane Beale
Lesley Jane Beale (apellido de soltera: Clarke, previamente:  Collins) es un personaje ficticio de la serie de televisión británica EastEnders, interpretada por la actriz Laurie Brett del 22 de junio del 2004 hasta el 27 de enero del 2012. Laurie regresó a la serie el 6 de enero del 2014 y se fue nuevamente el 23 de octubre del 2017.

## Antecedentes
Jane es hija de Richard y Linda Clarke y hermana de Christian. Su primer esposo David Collins murió en el 2004 debido a la enfermedad de Huntington, después de estar juntos por casi doce años.

## Biografía
Jane se fue de Walford en enero del 2012 para irse a trabajar en un restaurante en Cardiff.
Jane regresó en enero del 2014 después de que Peter Beale la llamara para decirle que el comportamiento de su padre Ian se había vuelto errático, cuando Jane aparece en la puerta de su exesposo, Ian se sorprende al verla ya que estaba a punto de proponerle matrimonio a su novia Denise Fox.
El 23 de octubre del 2017 Jane se fue de Walford después de que Max Branning la forzara, después de que ella descubriera sus planes.